# (2226) Cunitza
(2226) Cunitza es un asteroide perteneciente al cinturón de asteroides, descubierto el 26 de agosto de 1936 por Alfred Bohrmann desde el Observatorio de Heidelberg-Königstuhl, Alemania.  

## Designación y nombre
Designado provisionalmente como 1936 QC1. Fue nombrado Cunitza en honor a Lydia Cunitz cuñada del descubridor.